# Nick Snider
Nick Snider (Orlando, 15 agosto 1988) è un modello statunitense.

## Biografia
Nato a cresciuto ad Orland in Florida, Snider viene notato all'età di 17 anni da un agente mentre era a Disney World nel 2005, che l'anno successivo gli fa firmare un contratto con l'agenzia VNY Management di New York. Nel mese di febbraio debutta nelle sfilate di Marc Jacobs e di Duckie Brown di New York. Nel mese di aprile appare sulla rivista Details ed a maggio su Wonderland. Nello stesso periodo sfila per Prada e Miu Miu a Milano e Parigi, ed a giugno il sito models.com lo elegge modello del mese.
Nel 2007 prende il posto di Eddie Klint come testimonial maschile di Prada (confermato anche per il 2008, e diventa anche il nuovo volto maschile per la Sisley. Compare sulle riviste di moda Cream, common&sense, i-D, L'Uomo Vogue, V Man, e 10+ Man. Nel 2008 sfila ancora per Prada, Marni, e per Emanuel Ungaro. A maggio la rivista Forbes ha stimato che Snider è il quinto modello più pagato al mondo.

## Agenzie
- Beatrice International Models Agency - Milano
- VNY Model Management - New York